# Объект 680
Объект 680 — опытная советская боевая машина пехоты. Разработана в КБ Курганмашзавода. Серийно не производилась.

## История создания
В 1972 году в конструкторских бюро Челябинского тракторного завода и Курганского машиностроительного завода были начаты работы по глубокой модернизации БМП-1, целью которой являлось устранение негативного опыта работы с БМП-1, а также повышение тактико-технических характеристик машины в целом.
В ходе работ, от Курганмашзавода в качестве одно из вариантов в 1972 был предложен Объект 680. В результате, после 8 лет длительного анализа и сравнений различных предложенных вариантов и модификации, победитель конкурса не был выявлен. Выпуск БМП-1 был продолжен, а параллельно небольшими сериями стал выпускаться Объект 675. От Объекта 680 отказались и работы над машиной были прекращены.

## Описание конструкции

### Броневой корпус и башня
Башня и корпус состояли из сварных броневых катанных листов. В носовой части справа располагалась силовая установка. Десант из семи человек располагался в задней части корпуса и спешивался через люки в корме.

### Вооружение
В качестве основного вооружения использовалась 30-мм малокалиберная автоматическая пушка 2А42, установленная в башне, боекомплект составлял 500 патронов. С 2А42 был спарен 7,62-мм пулемёт ПКТ. Также на командирской башенке был установлен второй 7,62-мм пулемёт ПКТ. Общий боезапас составлял 4000 патронов калибра 7,62-мм.

## Машины на базе
- Объект 681 — опытная боевая машина пехоты, создана в 1977 году, серийно не производилась.

## Сохранившиеся экземпляры
На сегодняшний день единственный сохранившийся опытный образец находится в Танковом музее в городе Кубинка.